# Moraea galaxia
Moraea galaxia är en irisväxtart som först beskrevs av Carl von Linné d.y., och fick sitt nu gällande namn av Peter Goldblatt och John Charles Manning. Moraea galaxia ingår i släktet Moraea och familjen irisväxter. Inga underarter finns listade i Catalogue of Life.